# Uliocnemis woodfordi
Uliocnemis woodfordi là một loài bướm đêm trong họ Geometridae.